# インテグループ
インテグループ株式会社（英文名称 Integroup Inc.）は、中堅・中小企業を対象としたM&Aを仲介する日本の会社。

## 特徴
完全成功報酬制の料金体系を採用していることが最大の特徴。着手金や中間金をとらず、成功報酬も「移動総資産ベース」で計算する方法と「譲渡価格ベース」で計算する方法があるが、一般的に低くなる後者の方法を採用。
実際にM&A成立に至るまで報酬が請求されないことから、M&Aについて興味があるがまだ迷っている場合メリットが大きい。
近年は、譲渡価格で数百億円以上の大型M&A案件にも完全成功報酬制を適用。
バイアウトファンドやバイアウトファンドの投資先企業が一覧・検索できるポータルサイト「PEファンド.JP」を2020年12月に公開し、運営している。

## 拠点
- 東京本社 〒100-0005 東京都千代田区丸の内3-4-1 新国際ビル4F
- 大阪事務所 〒530-0017　大阪府大阪市北区角田町8-47　阪急グランドビル20F

## 関連出版物
- プロフェッショナル・ネゴシエーターの頭の中（東洋経済新報社）代表取締役社長　藤井　一郎著（2011）ISBN 978-4492532997
- M&A仲介会社の社長が明かす 中小企業M&Aの真実 決定版（東洋経済新報社）代表取締役社長　藤井　一郎著（2021）ISBN　978-4492534380